# Arecaina
Arecaina o Arecaidine è un composto biochimico alcaloide presente nella noce di betel.